# وست‌ویل (فلوریدا)
وست‌ویل (به انگلیسی: Westville) شهری در شهرستان هلمز ایالت فلوریدا است که در سال ۱۹۷۰ بنیان‌گذاری شده‌است. این شهر طبق سرشماری سال ۲۰۱۰ میلادی، ۲۸۹ نفر جمعیت داشته و مساحت آن نیز ۱۹٫۳ کیلومتر مربع است.